# 东京家政学院短期大学
东京家政学院短期大学（日语：／ Tōkyō Kasei Gakuin Tanki Daigaku *），是过去一所位于日本东京都千代田区的私立短期大学。

## 概要

### 简介
- 学校最早可以追溯到1923年[1][2]。短期大学为于1950年开办[2]、由学校法人东京家政学院经营。招生到2008年、停办于2011年[3]。招収只女学生从开办[3]。

### 历史
- 1950年 东京家政学院短期大学成立并同时设置一个学科即家政科[2]。
- 1951年 业余课程家政专修课程成立[4][2]。
- 1984年 英语科成立。有两个专攻、以下列举（但各自招生到于1998年、停办于2001年）。
  - 英语专攻
  - 秘书专攻
- 1993年 家政科改名为生活科学科、分离为两个专攻、以下列举[2]。
  - 生活科学专攻
  - 食物营养专攻
- 1994年 业余课程家政专修课程改名为生活科学专修[2]
- 2004年 食品生物技术专攻[注 3]成立于生活科学科[2]。
- 2008年 招生最后、次年停止招生（正式停办于2011年日[3]）。

### 宪章
- 请参看东京家政学院短期大学的标志（页面存档备份，存于） （日語） 2014年4月21日阅览。

## 学校环境
- 三番町校区[注 1]：在了东京都千代田区：有了生活科学科（生活科学专攻、食物营养专攻、食品生物技术专攻[注 3]）
- 町田校区[注 2]：在了东京都町田市：有了英语科（英语专攻、秘书专攻）[注 4]

## 历任校长
- 天野正子：最后短期大学校长[3]

## 组织

### 学科
| - 生活科学科 - 生活科学专攻 - 食物营养专攻 - 食品生物技术专攻 |

### 前学科
| - 英语科 - 英语专攻 - 秘书专攻 |

### 专科
| - 没有 |

### 业余课程
| - 生活科学专修 |

## 相关链接
- 日本短期大学列表
- 东京家政学院筑波女子大学短期大学部：成立于1990年、招生到于2004年、停办于2007年。